# Kammloipe

Übersichtsplan an der Loipe

Die Kammloipe ist eine der längsten und schneesichersten Loipen Deutschlands. Sie liegt im Süden des Freistaates Sachsen im Naturpark Erzgebirge/Vogtland und erstreckt sich auf eine Länge von 36 km zwischen Johanngeorgenstadt und Schöneck/Vogtl. Der Skiweg verläuft zwischen dem Kleinen Kranichsee und dem Aschberg größtenteils entlang der Grenze. Mit den zahlreichen Anschlussloipen und Skiwanderwegen stellt die Kammloipe eines der größten und attraktivsten Skilanglaufgebiete in Deutschland dar.
Bei Wildenthal über den Hirschenstander Pass und in Johanngeorgenstadt über Henneberg bestehen direkte Anschlüsse an die Skimagistrale Erzgebirge/Krušné hory, welche als Skifernwanderweg über den Erzgebirgskamm bis Altenberg im Osterzgebirge führt.
An der Kammloipe liegende Gemeinden: Johanngeorgenstadt, Eibenstock, Morgenröthe-Rautenkranz, Tannenbergsthal, Hammerbrücke, Grünbach, Klingenthal und Schöneck/Vogtl.

## Galerie

Kammloipe zwischen Mühlleithen und Weitersglashütte
Kammloipe zwischen Weitersglashütte und Johanngeorgenstadt
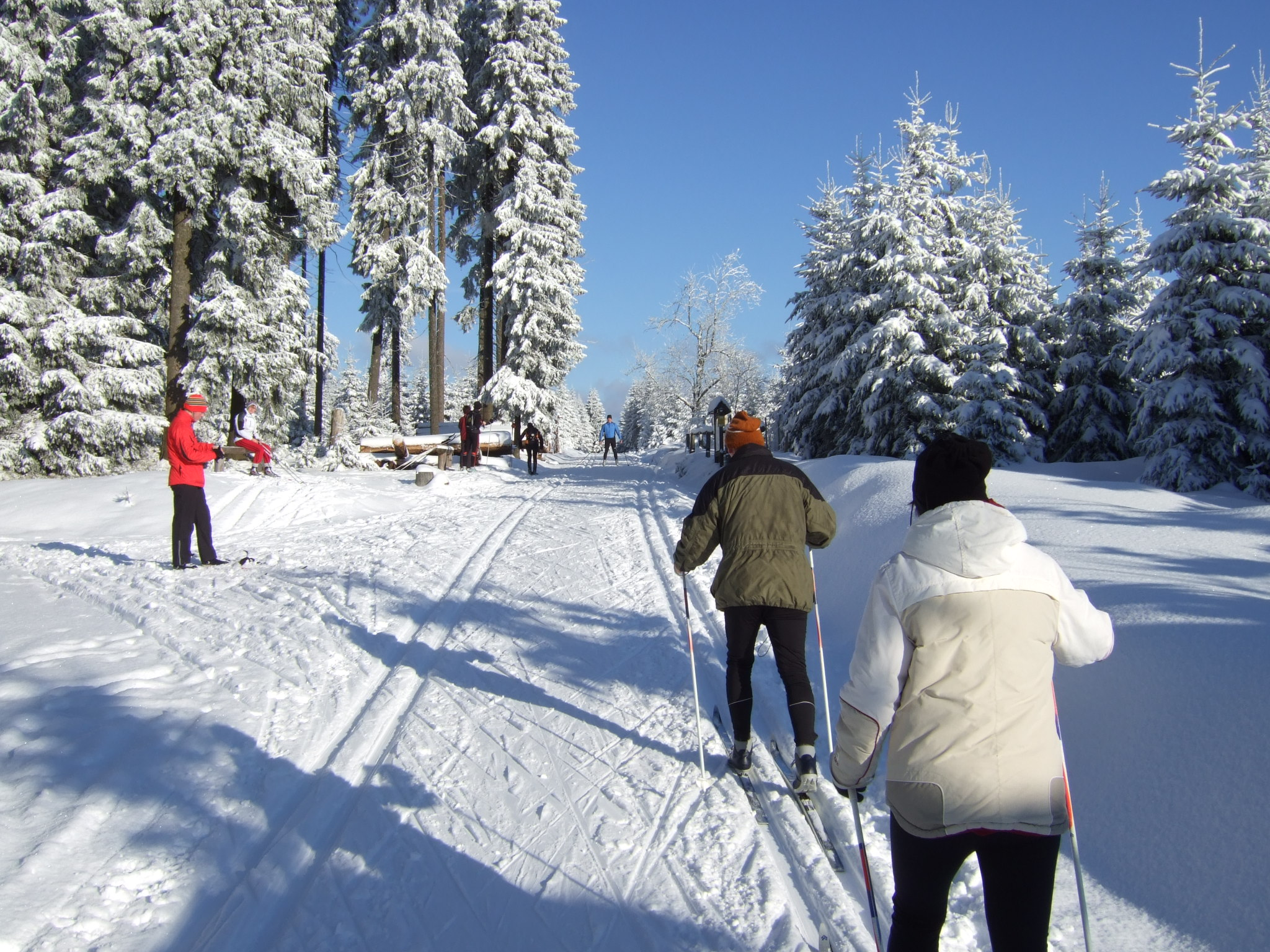
Kammloipe unweit vom Großen Kranichsee